# الیکایی شترمرغی جنوبی
الیکایی شترمرغی جنوبی (نام علمی: Stipiturus malachurus) نام یک گونه از سرده الیکایی شترمرغی است.